# Gündlischwand
Gündlischwand là một đô thị ở huyện Interlaken ở bang Bern ở Thụy Sĩ. Đô thị này có diện tích 16,9 km², dân số năm 2005 là 276 người.
Gündlischwand nằm ở Bernese Oberland trong dãy Alps bên Lütschine Đen. Thung lũng Sägis nằm ở đây.